# Вазово
Ва́зово (болг. Вазово) — село в Разградській області Болгарії. Входить до складу общини Ісперих.

## Населення
За даними перепису населення 2011 року у селі проживали 1099 осіб.
Національний склад населення села:
| Національність   | Кількість осіб | Відсоток |
| ---------------- | -------------- | -------- |
| турки            | 544            | 61,2%    |
| цигани           | 315            | 35,4%    |
| болгари          | 24             | 2,7%     |
| Всього відповіли | 889            |          |

Розподіл населення за віком у 2011 році:
Динаміка населення: